# Basquete Lance Livre São Carlos
O Basquete Lance Livre São Carlos é um clube de basquete brasileiro, foi fundado em 2008. Está situado em São Carlos.
A equipe é patrocinada pelo Jabu Elétrica, e em parceria com o São Carlos Clube.
Atualmente, o clube está patrocinando a Copa Lance Livre de Basquete, e estão filiados na Associação Regional de Basquetebol.

## Eventos
- 1.º Festival Lance Livre para todos
- 2.º Festival Lance Livre para todos[2]

## Títulos

### Associação Regional de Basquetebol (ARB)
- Infanto-Juvenil - Campeão de 2009[3]